# Saint-Martin-Curton
Saint-Martin-Curton è un comune francese di 299 abitanti situato nel dipartimento del Lot e Garonna nella regione della Nuova Aquitania.

## Società

### Evoluzione demografica
Abitanti censiti